# Сисси. Трудные годы императрицы
«Сисси. Трудные годы императрицы» (также «Сисси. Роковые годы императрицы», нем. Sissi — Schicksalsjahre einer Kaiserin) — австрийский художественный фильм 1957 года режиссёра Эрнста Маришки. Последняя часть кинотрилогии об австрийской императрице Елизавете, главную роль в которой исполнила Роми Шнайдер.
Маришка планировал снять четвёртый фильм о соперничестве между Сисси и французской императрицей Евгенией. Режиссёр был вынужден отказаться от этого проекта, получив от Роми Шнайдер окончательный отказ сниматься в роли Сисси. Тем не менее, позднее Шнайдер ещё раз вернулась к образу Елизаветы Баварской в знаменитом фильме Лукино Висконти «Людвиг».

## Сюжет
Сисси удалилась от венского двора и подолгу проживает в Венгрии, в Гёдёллё. Она проводит больше времени с графом Дьюлой Андраши, чем с собственным мужем, императором Францем Иосифом, что породило слухи о романе императрицы и венгерского графа. Император борется с ревностью, но всё же решает поехать в Венгрию забрать Сисси. Накануне на балу старшая сестра Сисси Елена призналась Францу Иосифу в любви. В это же время на празднике, устроенном графом в Гёдёллё, Сисси удаётся привлечь на свою сторону одного из противников австрийского императора, графа Баттьяни. Внезапно Сисси становится дурно, Андраши сопровождает её на свежий воздух и внезапно признаётся ей в любви. Сисси даёт ему ясно понять, что она высоко ценит Андраши как друга, но любит Франца и ни за что не изменит ему. Чтобы избежать неловкости, Сисси покидает дом графа и собирается вернуться с дочерью в Вену. На середине пути она встречается с Францем Иосифом, супруги решают провести вместе отпуск.
У Сисси вновь возникают проблемы со здоровьем, и обеспокоенный супруг привозит её в Вену. Вскоре доктор Зеебургер, личный врач императрицы, обнаруживает у неё тяжёлое заболевание лёгких и сообщает Францу Иосифу, что надежды на выздоровление супруги почти нет. Мать Франца Иосифа сразу же предлагает сыну заняться подбором новой жены, но Франц Иосиф в гневе отвергает эту идею. Страх за Сисси ввергает императора в депрессию, но Сисси утешает его обещанием точно следовать предписаниям врача. Она отправляется лечиться на Мадейру и очень переживает, потому что лечение поначалу не даёт никаких результатов, но в конце концов полностью излечивается на Корфу при поддержке матери.
Император с супругой отправились в официальную поездку по Италии, где в миланской Ла Скала они сталкиваются с провокацией, устроенной миланскими аристократами. Они нарядили в богатые одежды собственную прислугу и отправили их вместо себя в театр. При появлении императорской четы весь зал по предварительному сговору запевает «Хор рабов», чтобы вынудить оскорблённого Франца Иосифа покинуть оперу. Сисси спасает положение, зааплодировав хору, и впоследствии с достоинством ведёт себя на приёме, когда ей вместо приглашённых аристократов со всей церемонией представляют их челядь. В Венеции итальянцы также не очень рады приезду императора и встречают его кортеж полным молчанием. Лёд в отношении итальянцев к императору и императрице в финальной сцене фильма растопила их маленькая дочь, выбежавшая на площади Сан-Марко навстречу матери под императорский гимн. Растроганные свидетели встречи матери и дочери приветствуют императрицу громкими возгласами «Да здравствует мама!», «Да здравствует Елизавета!».

## В ролях
- Роми Шнайдер — Сисси
- Карлхайнц Бём — Франц Иосиф I
- Магда Шнайдер — герцогиня Людовика Баварская
- Густав Кнут — Максимилиан Баварский
- Ута Франц — принцесса Елена Баварская
- Вальтер Райер — граф Дьюла Андраши
- Вильма Дегишер — эрцгерцогиня София
- Йозеф Майнрад —  полковник жандармерии Бокл